# Ferry Grott
Ferry Grott  (* 20. Mai 1963 in Potsdam) ist ein deutscher Trompeter, Flügelhornist, Komponist,  Musikverleger und Musikproduzent.

## Biografie
Ferry Grott begann mit acht Jahren Klavier zu spielen und wechselte mit zehn Jahren zur Trompete. Er besuchte von 1972 bis 1980 die Musikschule Potsdam. Von 1980 bis 1984 studierte er Jazz im Fach Trompete an der Hochschule für Musik Hanns Eisler Berlin bei dem Jazztrompeter Joachim Graswurm.
Seit 1986 ist er festes Mitglied in der Modern Soul Band von Gerhard Laartz. 1988 spielte er im Jazzorchester der DDR unter der Leitung von Conny Bauer. Seit 1993 arbeitet Ferry Grott auch als Musikproduzent und produzierte unter anderem Bürger Lars Dietrich Mädchenmillionär (1994), Was hat man denn vom Leben (1995), Dirk Zöllner Bumm Bumm (1996) und Strohfeuer (1997), Rumpelstil Traumsandland (1999), Modern Soul Band Sommer in Berlin (2008). Von 2012 bis 2015 war er Mitglied der Berliner Band Polkaholix.
Als Studiomusiker spielte er bei vielen LP, DVD und CD-Produktionen mit. So zum Beispiel bei Dirk Zöllner Rosarote Segel (1989) und Café Größenwahn (1990), Bernhard Potschka Perxon Potschka Perxon (1992), Ralf Bursy Schick mich auf die Reise (1992), Silly Hurensöhne (1993) und Paradies (1996), Die Ärzte Die Bestie in Menschengestalt (1993) und  Planet Punk (1996), Dirk Michaelis Pardon (1995), Angelika Weiz You will be back (1996), Heike Makatsch Obsession (1997), Gerhard Schöne Seltsame Heilige (1997), Mellow Mark Das 5te Element (2004), Culcha Candela Union Verdadera (2004) und Das Beste (2011), Jeanette Biedermann No Eternity (2004) und Break On Through (2004), Modern Soul Band 40 Jahre (2008), Die Prinzen Es war nicht alles schlecht (2010), Klaus Lenz Modern Jazz Big Band Hi Di Ho (2010), Polkaholix Rattenscharf (2013) und Modern Soul Band Himmel Und Hölle (2018).
Live spielte er unter anderem mit Modern Soul Band, Silly, Angelika Weiz, Dirk Zöllner die Zöllner, City, Jeanette Biedermann, Günther Fischer, Jarosław Śmietana, Klaus Lenz Modern Jazz Big Band u. a. mit Jens Winther, Conny Bauer, Uschi Brüning und Ernst-Ludwig Petrowsky, Anke Lautenbach Big Band, Berliner Symphoniker, Neubrandenburger Philharmoniker, Neues Sinfonie Orchester Berlin, Modern Swing Orchestra, Baltic Soul Orchestra, Konzerthaus Orchester Berlin.